# Goldenes Tor (Benmore Botanic Garden)

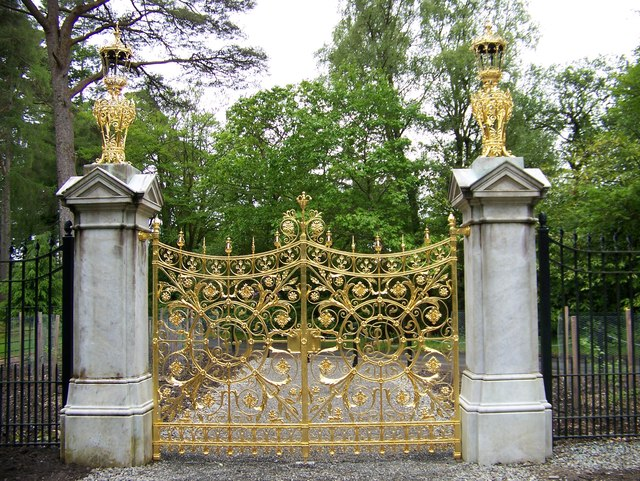
Goldenes Tor

Das Goldene Tor markiert einen der Einfahrtswege des Benmore Botanic Garden. Es befindet sich am Südende des Landschaftsgartens etwa acht Kilometer nördlich der Stadt Dunoon. Ursprünglich bildete es den Hauptzufahrtsweg zur Parkanlage. Auf Grund infrastruktureller Änderungen steht das Goldene Tor heute jedoch an einer kleinen Straße von geringer Bedeutung. In der Umgebung befinden sich keine weiteren bedeutenden Gebäude der Parkanlage. Durch den Abriss des zugehörigen, nach Plänen des Architekten Baird um das Jahr 1850 gebauten, einstöckigen Pförtnerhäuschens im Jahre 1995 verstärkte sich die Isolation des Tores zusätzlich. 1992 wurde das Goldene Tor in die schottischen Denkmallisten in der höchsten Kategorie A aufgenommen.
Das Goldene Tor ist ein außergewöhnlich kunstvoll gefertigtes schmiedeeisernes Tor, wie es in Schottland nur selten anzutreffen ist. Seine Herkunft kann nicht exakt nachvollzogen werden. Man geht davon aus, dass das Tor in Paris gefertigt und auch auf einer dortigen Ausstellung ausgezeichnet wurde. Da jedoch im betreffenden Zeitraum keine bedeutenden, thematisch harmonierenden Ausstellungen in Paris stattfanden, könnte es auch auf einer kleineren Ausstellung gezeigt worden sein. Die in das Tor eingearbeiteten Initialen JD für James Duncan wurden entweder bereits bei der Herstellung in Paris in Auftrag gegeben oder nachträglich vor Ort eingesetzt. Das zweiflüglige, gusseiserne Tor ist mit Goldfarbe angestrichen und an verzierten Marmorpfeilern aufgehängt. Die Blatt- und Blumenornamente sind im Stile des Rokoko gehalten. Die Initialen sind in die Zentren zweier symmetrisch angeordneter Kreiselemente eingearbeitet.